# بونسي دي ليون
فندق بونس دي ليون، المعروف أيضًا باسم البونس The ponce، كان فندقًا فاخرًا حصريًا في سانت أوغسطين، فلوريدا، بُنِي بوساطة المطور المليونير والمؤسس المشارك لشركة Standard Oil Henry M. بأسلوب عصر النهضة، وكان أول مشروع رئيسي لشركة الهندسة المعمارية في نيويورك كاريير وهاستينغز، التي ستستمر في اكتساب شهرة عالمية.
كان الفندق الأول من نوعه الذي شُيِّد بالكامل من الخرسانة المصبوبة، باستخدام حجر كوكينا المحلي مجمعًا. كان الفندق أيضًا أحد المباني الأولى في البلاد التي جرى توصيلها بأسلاك الكهرباء منذ البداية، إذ جرى توفير الطاقة بوساطة مولدات التيار المستمر، التي تم تركيبها بوساطة صديق فلاجلر، توماس إديسون. المبنى الأصلي وأرضيات الفندق هي اليوم جزء من كلية فلاجلر.

## معلومات أساسية
قضى هنري فلاجلر شتاء 1882-1883 في سانت أوغسطين، حيث أصبح مهتمًا بالمدينة التاريخية وإمكاناتها بوصفها منتجعًا شتويًا للأثرياء الشماليين. وقد أعجب خاصةً بطريقة البناء الخرساني المصبوب لفيلا زورايدا، المنزل الشتوي الذي شيد مؤخرًا لرجل الأعمال فرانكلين سميث. عرض فلاجلر شراءه لزوجته، ولكن سميث لم يبعه له.
عاد فلاجلر إلى القديس أوغسطين عام 1885، وقدم عرضًا لسميث. إذا تمكن سميث من جمع 50000 دولار، فسيستثمر فلاجلر 150 ألف دولار وسوف يبنيان فندقًا معًا. لم يتمكن سميث من الحصول على الأموال، لذلك بدأ فلاجلر ببناء فندق بونس دي ليون المكون من 540 غرفة بنفسه، إذ أنفق عدة مرات تقديره الأصلي. ساعد سميث في تدريب البنائين على تقنيات الخلط والسكب التي استخدمها في الزريدة. بعد ذلك بعامين، قام سميث ببناء فندق كاسا مونيكا مقابل بونس دي ليون، على أرض باعتها له فلاجلر.

## التصميم والبناء
تم بناء فندق بونس على أرض كانت جزءًا من بستان برتقال سابق ومستنقعات ملحية تعود ملكيتها إلى الدكتور أندرو أندرسون، مالك منزل ماركلاند القريب. بدأ البناء في عام 1885، من قبل المقاولين وبناة السفن السابقين في نيو إنجلاند، جيمس ماكجواير وجوزيف ماكدونالد. تم الانتهاء من المبنى في عام 1887. عمل العديد من المصممين والمهندسين المعماريين والرسامين المشهورين والبارزين في المشروع. تم تصميم الفندق من قبل شركة الهندسة المعمارية في نيويورك جون كارير وتوماس هاستينغز، بوصفه أحد مشاريعهم الكبرى الأولى. بعد فترة وجيزة، قاموا بتصميم مكتبة نيويورك العامة في مانهاتن. ترأس التصميم الداخلي للفندق لويس كومفورت تيفاني، وشركته، تيفاني آند كو، التي قدمت النوافذ الزجاجية الملونة في غرفة الطعام بالفندق. جرى توفير أثاث الفندق من قبل شركة بوتير وستيموس، وهي شركة أثاث وتصميم بارزة في مدينة نيويورك في ذلك الوقت. عمل برنارد مايبيك -الذي تضمنت تصاميمه اللاحقة قصر الفنون الجميلة في سان فرانسيسكو- رسامًا في المشروع، وصمم 540 غرفة ضيوف. قام المهندس المعماري إيمانويل لويس ماسكراي، الذي وصل مؤخرًا من باريس وسيستمر في الإشراف على معرض 1904 العالمي في سانت لويس، بإنشاء ارتفاع بالألوان المائية للفندق. تم الانتهاء من الجداريات في القاعة المستديرة وغرفة الطعام من قبل الفنان المعروف جورج دبليو ماينارد، الذي رسم بعد عقد من الزمن الجداريات في معرض الكنوز في مبنى توماس جيفرسون بمكتبة الكونغرس.
كانت اللوحات الجدارية في فندق بونس معروفة جيدًا في ذلك الوقت. يكتب رينغ لاردنر عن زيارة إلى القديس أوغسطينوس، إذ تقول إحدى شخصياته:
في المساء «تجولنا في الشارع إلى بونس. من المفترض أن يكون أكثر انتفاخًا حتى الآن مما كنا نتوقف فيه». مشينا في كل مكان دون التعرف على أحد من مجموعتنا. أخيرًا حذرت السيدة العذراء من أنه إذا لم نتراجع إلى غرفتنا، فمن المحتمل أن أصاب بنوبة قلبية من الإثارة؛ ولكنها قرأت في دليلها في فلوريدا أن الزخارف والأباريق تستحق الذهاب لأميال لرؤيتها، لذلك كان علينا الوقوف أمامهم لبضع ساعات ومحاولة البقاء مستيقظين. كانت أربع أو خمس سنوات من الإثارة، في ذلك الوقت. كانت أسمائهم مغامرات، واكتشاف، ومسابقة، وما إلى ذلك، ولكن ما كان يجب أن يُطلق عليهم جميعًا اسم السيدة التي أساءت إلى ملابسها.
سميَ الفندق على اسم الفيلا التي شيدته. لقد جاء من إسبانيا ويقولون إنه كان يبحث عن بعض الماء حتى لو شربه فسيشعر بأنه شاب. لا أرى نفسي كيف تتوقع أن تشعر بالشباب على الماء. ولكن، على أية حال، سمع أنه يمكن العثور على هذا النوع من الماء هنا في سانت أوغسطين، وعندما لم يتمكن من العثور عليه، ذهب للعمل في مجال الفنادق وتعادل مع الولايات المتحدة برسوم خمسة دولارات في اليوم وما فوق للغرفة.
- رحلات غوليبل (1917)
تم توفير الكهرباء من قبل شركة أديسون للكهربائيات، إذ كان توماس إديسون صديقًا شخصيًا لهنري فلاجلر، وكان فرانك شقيق المهندس المعماري توماس هاستينغز أمينًا للصندوق. أشرف إديسون على تركيب دينامو DC في الفندق. كان المبنى من أوائل المباني في العالم التي جرى توصيلها بالأسلاك للكهرباء، وجرى بناؤها مع أخذ ذلك بالحسبان. عندما تم افتتاح الفندق لأول مرة، استعان فلاجلر بالموظفين لتشغيل وإيقاف الطاقة لسكانه، لأن الأشخاص المقيمين في الفندق كانوا خائفين جدًا من تشغيل المفاتيح وإيقافها بأنفسهم. في الأصل، كان برجا الفندق التوأمين صهاريج لتخزين المياه تحتوي كل واحدة منها على 8000 جالون، وتوفر المياه الجارية لنزلاء الفندق. خلال الحرب العالمية الثانية، كان أحد الأبراج بمثابة عميد عندما احتل خفر السواحل الأمريكي الفندق وحولوه إلى مركز تدريب.